# Palacio de Gabriel Zaporta
El palacio de Gabriel Zaporta, o casa de la Infanta, fue un palacio renacentista de la ciudad española de Zaragoza, actualmente desaparecido, si bien se conservó el llamado patio de la Infanta, instalado hoy día en otro inmueble de la localidad.

## Descripción

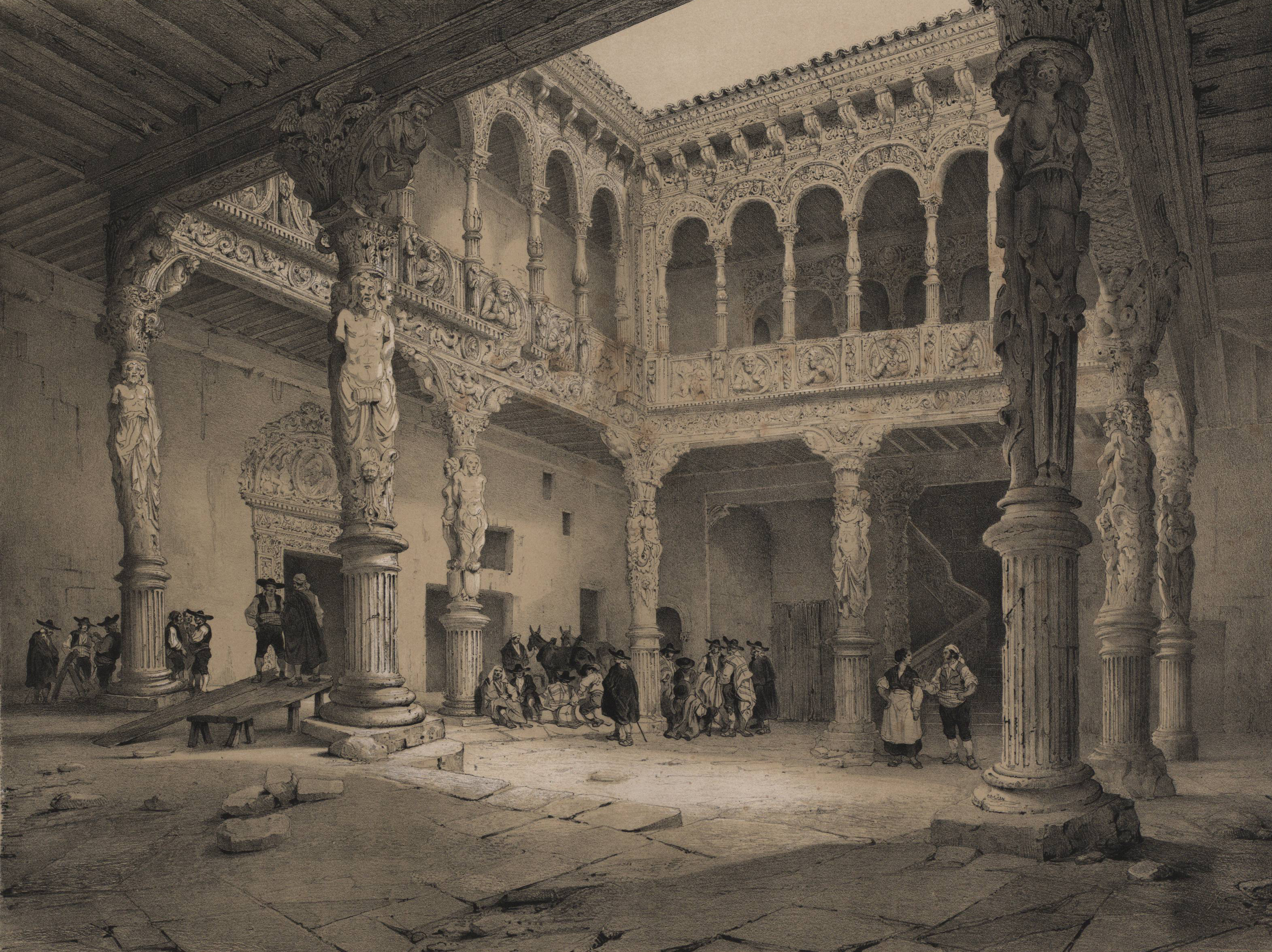
El Patio de la Infanta en un grabado de 1850 publicado en España artística y monumental.

Se encontraba en la calle de San Jorge de la ciudad de Zaragoza. Construido en estilo gótico, su origen se remonta a mediados del siglo XVI, en concreto 1550, cuando fue encargado por el magnate aragonés Gabriel Zaporta. Pasó a ser conocido siglos después como «casa de la Infanta», en alusión a María Teresa de Vallabriga, residente entre sus muros. Antaño habría llegado a albergar una colección de arte con obras de Francisco de Goya.
Durante el siglo XIX experimentó diversos usos, además de sufrir varios incendios, que condujeron finalmente a la demolición en 1903 del inmueble, si bien se salvaron el patio (conocido como patio de la Infanta) y la portada. Para Juan Antonio Gaya Nuño se habría tratado del «más bello edificio civil de Zaragoza» y Fernando Chueca Goitia lo describió como «espejo de palacios aragoneses».